# Пылвамаа
Пы́лвамаа, также Пы́львамаа (эст. Põlvamaa) или Пы́лваский уе́зд (эст. Põlva maakond) — один из 15 уездов Эстонии. Административный центр до 1 января 2018 года — город Пылва. В состав уезда входят 3 волости.

## География
Расположен на юго-востоке страны. Граничит с Россией на востоке, а также с уездами Вырумаа, Валгамаа и Тартумаа.На западе уезда расположена Отепяская возвышенность, для этого региона характерно большое количество озёр (всего в уезде их около 130). В центральной части уезда находятся долины рек Ахья, Пиуза, Выханду и др. Восточная часть заболочена.
На территории уезда располагается так называемый «саатсеский сапог» — территория в районе поселка Саатсе, которая до 1944 года входила в состав Эстонии (сейчас входит в состав Псковской области России), и через которую проходит эстонская автодорога Вярска-Саатсе, что вызывает затруднения в автомобильном сообщении.
В уезде на территории исторической области Сетумаа проживает народность сету.
Площадь уезда Пылвамаа — 1822,99 км² (4,2 % от общей площади страны).

## Муниципалитеты
В составе уезда 3 волости (самоуправления):
 Пылва; включая город Пылва
 Канепи
 Ряпина; включая город Ряпина и до реформы 2017 года входившую в состав уезда Тартумаа волость Меэкси
С 1 января 2018 года уездные управы и, соответственно, должности старейшин уездов в Эстонии упразднены. Их обязанности переданы государственным учреждениям и местным самоуправлениям. До 1 января 2018 года старейшиной уезда был Игорь Таро (Igor Taro).
До административной реформы местных самоуправлений Эстонии 2017 года в состав уезда входили 13 волостей:

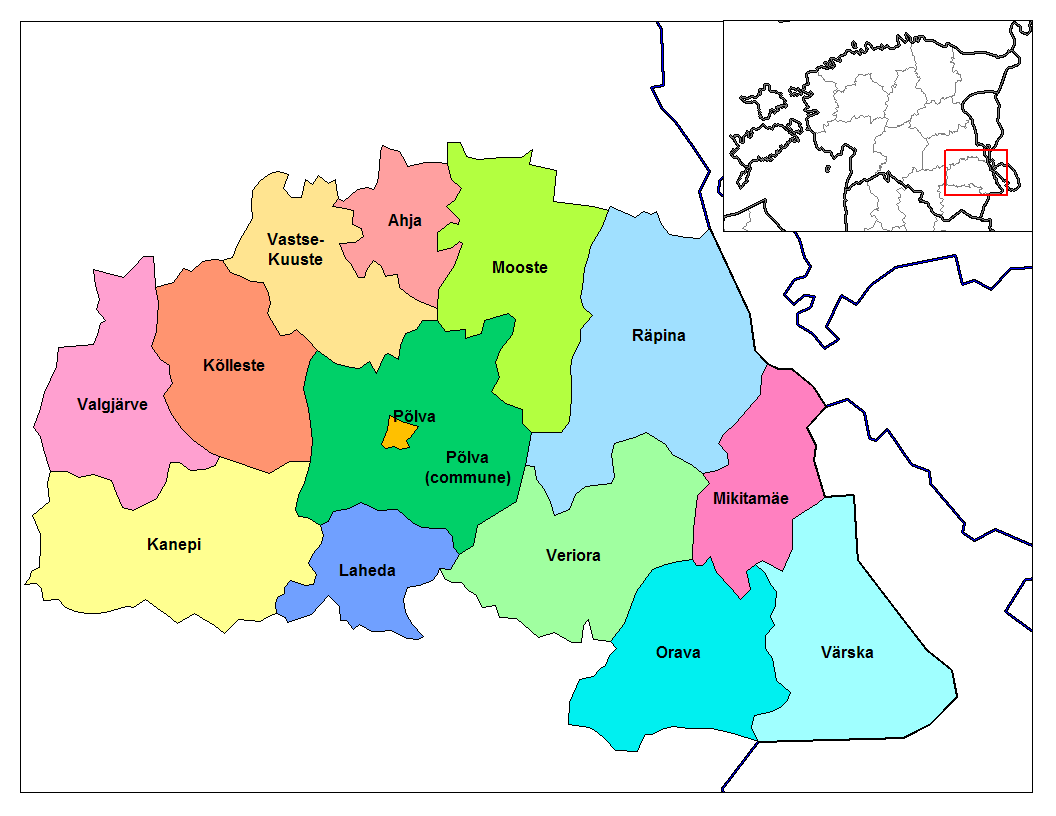
Волости уезда Пылвамаа до 2017 года

- Ахья
- Канепи
- Кыллесте
- Лахеда
- Микитамяэ
- Моосте
- Орава
- Пылва; включая город Пылва
- Ряпина; включая город Ряпина
- Валгъярве
- Вастсе-Куусте
- Вериора
- Вярска

## Население
Население уезда постоянно сокращается с начала 1990-х годов. Женское население (52,52 %) преобладает над мужским (47,48 %)[когда?]. В 2009 году общий коэффициент рождаемости составлял 9,97 ‰, смертности — 13,64 ‰, коэффициент естественного прироста населения, соответственно, был отрицательным (-3,68 ‰). В этническом составе преобладают эстонцы (94,74 %), имеется и русское меньшинство (4,04 %); доля детей (0–14 лет) — 14,77 %, трудоспособных лиц (возраст 15–64 года) — 66,43 %, пенсионеров (возраст 65 лет и больше) 18,80 %[когда?]. Плотность населения низка (14,3 чел/км²[когда?]) и продолжает сокращаться.
Число жителей Пылвамаа на 1 января каждого года по данным Департамента статистики:
| Год  | 2018   | 2019     | 2020     | 2021     | 2022     | 2023     | 2024     |
| ---- | ------ | -------- | -------- | -------- | -------- | -------- | -------- |
| Чел. | 25 290 | ↘ 25 006 | ↘ 24 647 | ↘ 24 473 | ↘ 23 989 | ↗ 24 036 | ↘ 23 892 |

## Известные уроженцы
- Илме Рийв[эст.] — эстонский учёный-химик.